# Thyene ornata
Thyene ornata är en spindelart som beskrevs av Wesolowska, Tomasiewicz 2008. Thyene ornata ingår i släktet Thyene och familjen hoppspindlar. Inga underarter finns listade i Catalogue of Life.